# Sort-en-Chalosse
Sort-en-Chalosse település Franciaországban, Landes megyében. Lakosainak száma 887 fő (2022. január 1.). Sort-en-Chalosse Candresse, Clermont, Garrey, Hinx, Mimbaste, Poyartin és Saugnac-et-Cambran községekkel határos.

## Népesség
A település népessége az elmúlt években az alábbi módon változott:
| Lakosok száma | 541  | 617  | 696  | 806  | 928  | 941  | 945  | 906  | 889  | 887  |
|               | 1968 | 1982 | 1990 | 2006 | 2013 | 2015 | 2017 | 2019 | 2020 | 2022 |